# Lubbock (Texas)
Lubbock (engelsk: ['lʌbək]) er en amerikansk by og administrativt centrum i det amerikanske county Lubbock County, i staten Texas. I 2004 havde byen et indbyggertal på 209.737.

## Ekstern henvisning
- Lubbocks hjemmeside (engelsk)

33°35′06″N 101°50′42″V / 33.585°N 101.845°V